# Кейп-Рейндж (национальный парк)
Кейп-Рейндж (англ. Cape Range National Park) — национальный парк в Западной Австралии.
Кейп-Рейндж образован в 1965 году на полуострове Норт-Уэст-Кейп на северо-западе Западной Австралии. Местность слабозаселённая, крупнейший ближайший населённый пункт — город (по австралийской классификации) Эксмут (1844 жителей). В непосредственной близости от пара, у западного берега полуострова расположен коралловый риф Нингалу.
Площадь парка — 506 км². Побережье песчаное, полупустынное. Тем не менее, животный и растительный миры весьма богаты. Количество видов птиц достигает 100, а пресмыкающихся — 80.

Пляжи национального парка
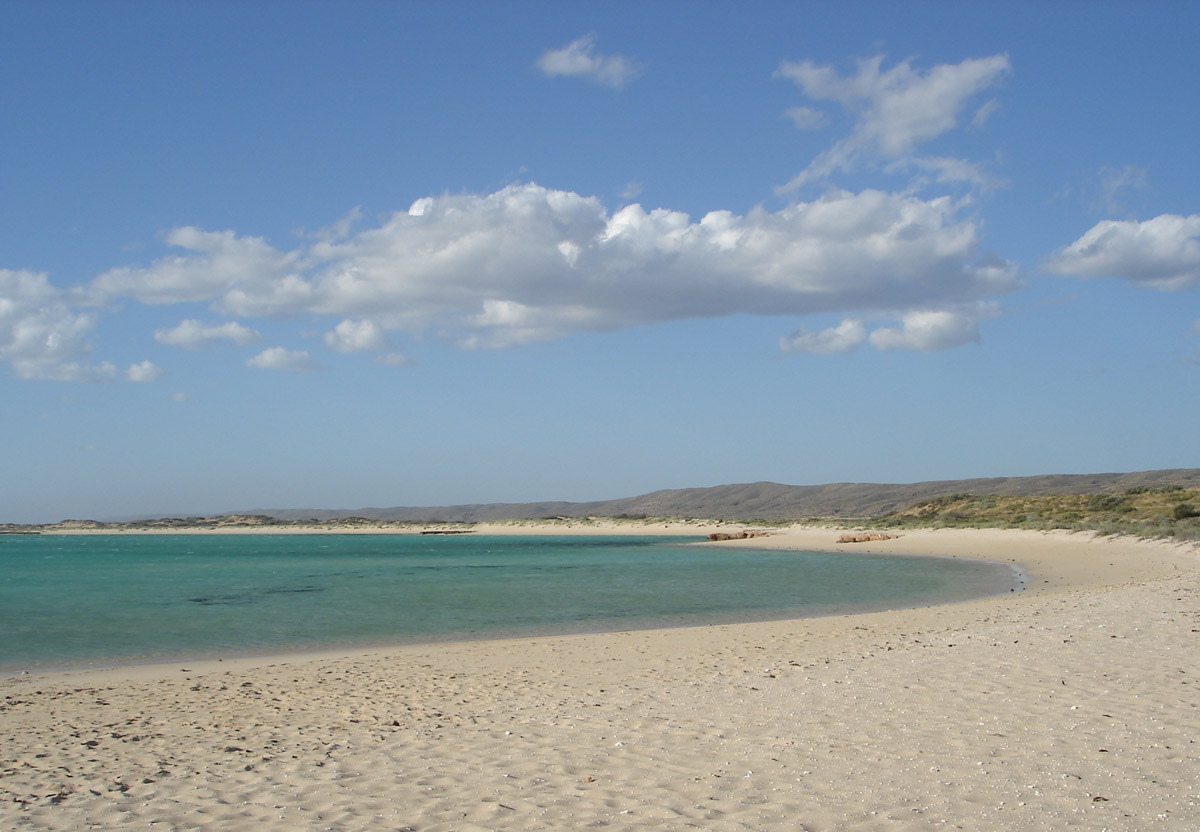
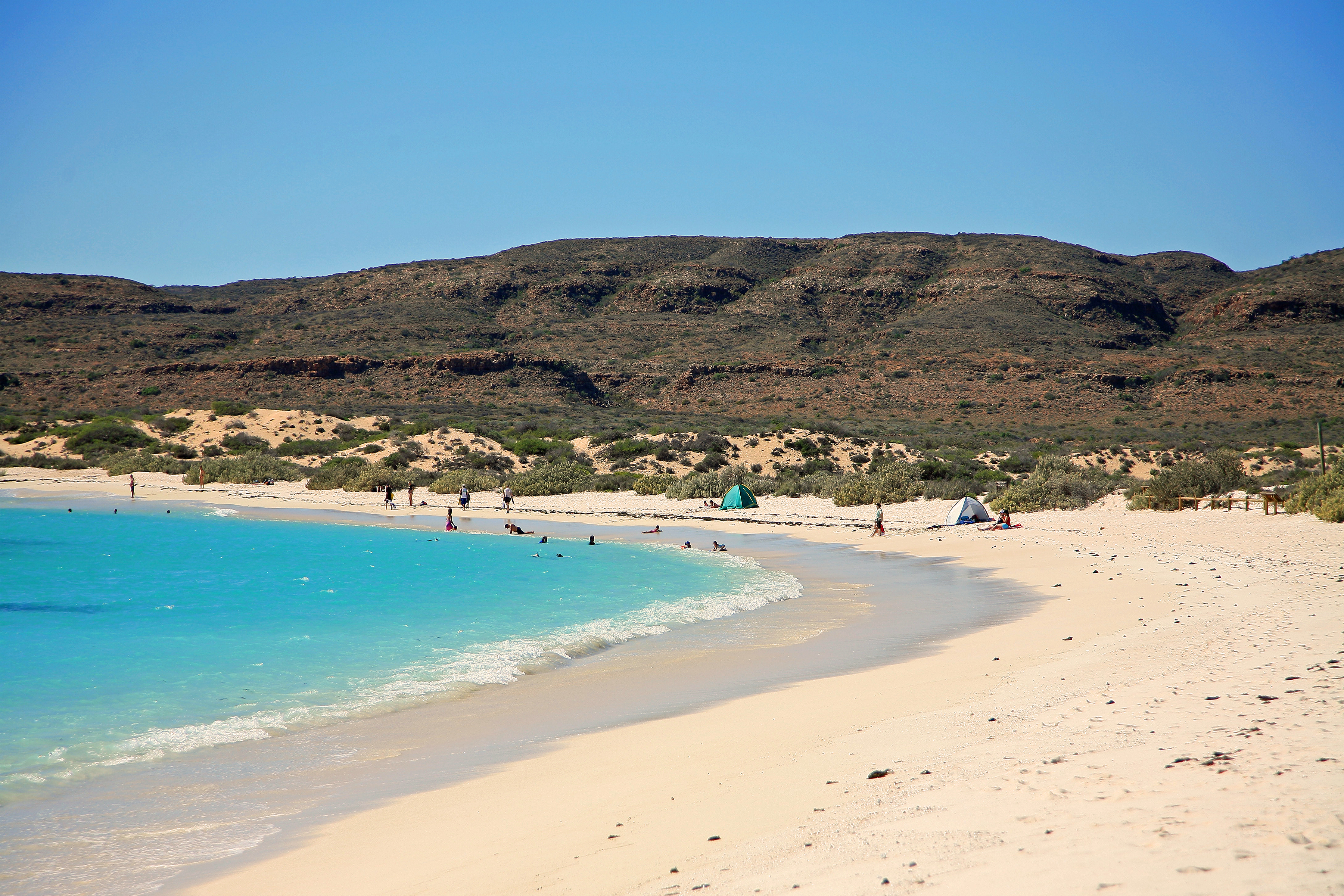